# Meczet Mariam Al-Batool
Meczet Mariam Al-Batool (arab. ‏مسجد مريم البتول‎, masjid Maryam albutul) – jest obecnie jedynym oficjalnie działającym, wolnostojącym, meczetem na Malcie. Zlokalizowany jest w okręgu Paola.
Nazwa meczetu oznacza meczet Marii Dziewicy. Nazwa ta została nadana na znak szacunku wspólnoty muzułmańskiej dla obecnego na Malcie kultu maryjnego. Meczet, wraz z przyległymi budynkami, znany jest też jako islamskie centrum Malty.
Meczet powstał za sprawą libijskiego towarzystwa promocji islamu. Kamień węgielny pod budowę nowego meczetu został wmurowany przez Muammara al-Kaddafiego w roku 1978. Budowę ukończono 16 stycznia 1982 roku
Społeczność muzułmańska na Malcie liczy ok. 2500 osób, głównie Libijczyków oraz kilkuset etnicznych Maltańczyków.